# Grantham (New Hampshire)
Grantham è un comune degli Stati Uniti d'America facente parte della contea di Sullivan nello stato del New Hampshire.